# Radeerpapier

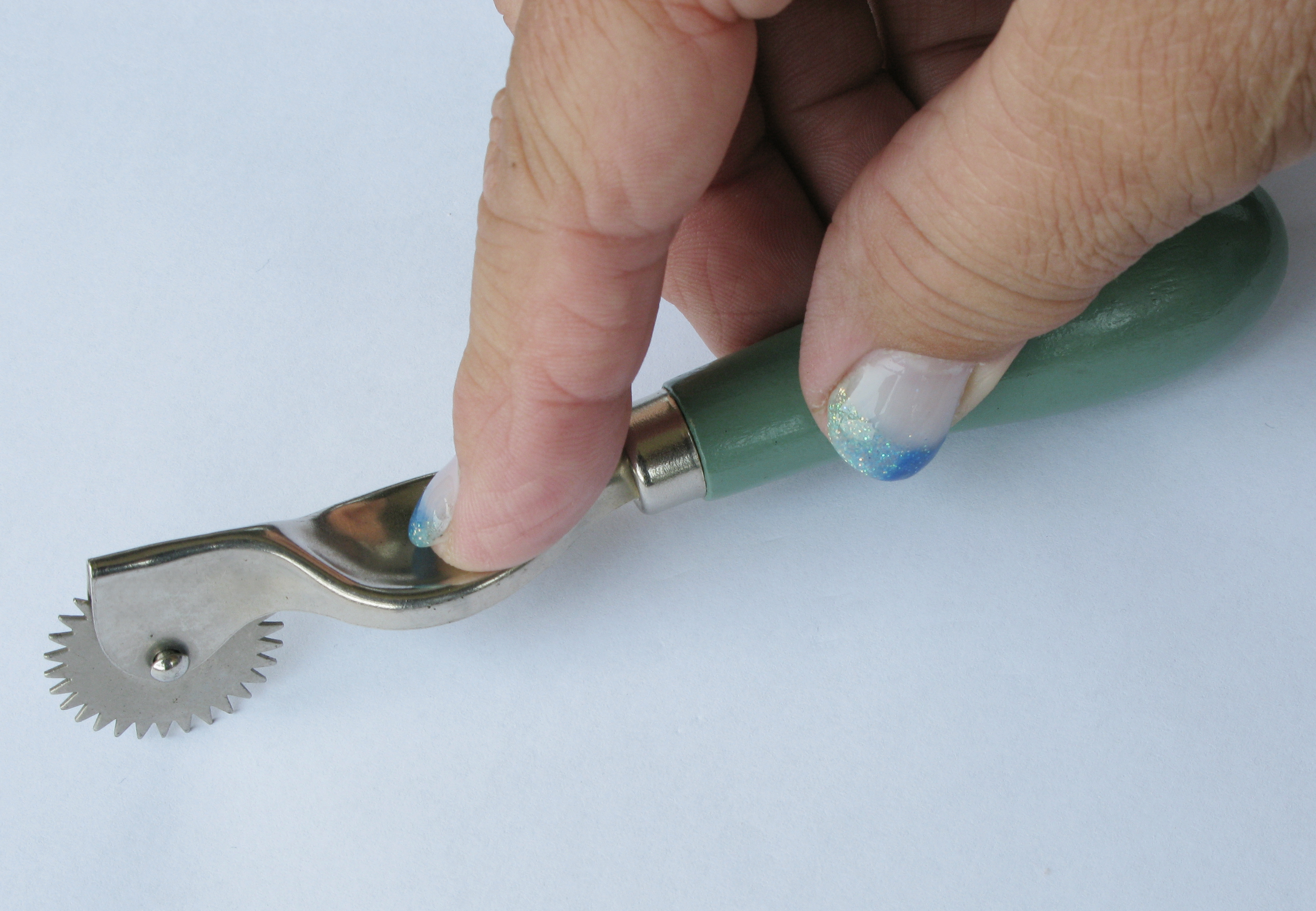
Radeerwieltje

Radeerpapier is een hulpmiddel om borduurpatronen of knippatronen op de stof over te brengen. Dit papier wordt ook wel kalkeerpapier, kopierpapier (eigenlijk Duits), transferpapier of carbonpapier genoemd. De laatste term wordt ook gebruikt voor administratieve toepassingen.   
Het papier is in verschillende kleuren verkrijgbaar voor het overbrengen van het patroon op stof. Er bestaat ook een witte versie, voor het overbrengen van een patroon op donkergekleurde stof.  
Het patroon wordt overgebracht door het papier met de gekleurde zijde aan de kant van de stof, tussen het over te nemen patroon en de stof te leggen, en met een radeerwieltje over de lijnen te rollen, waarbij enige druk wordt uitgeoefend zodat gestippelde gekleurde lijnen op de stof verschijnen.
Na het naaien of borduren van het patroon, kan de kleur verwijderd worden door de stof vochtig te maken. De techniek kan echter beter niet gebruikt worden op dunne stoffen, omdat dan wellicht kleurresten overblijven. Op ruwe materialen, zoals dikke wollen stof, kan deze overbrengtechniek niet gebruikt worden, dan kan een patroon worden overgebracht met behulp van doorslaan.